# Kelmis
Kelmis (Frans: La Calamine, Platdiets: Kelemis, Waals: Li Calmene) is een Duitstalige gemeente in de Belgische provincie Luik. De gemeente telt ruim 11.000 inwoners.

## Geschiedenis
Tot de opheffing van het hertogdom Limburg in 1795 hoorde het gebied van het huidige Kelmis tot de Limburgse hoogbank Montzen. Net als de rest van het hertogdom werd Kelmis bij de annexatie van de Zuidelijke Nederlanden door de Franse Republiek in 1795 opgenomen in het toen gevormde departement Ourthe. De huidige deelgemeenten Kelmis en Neu-Moresnet behoorden toen tot de gemeente Moresnet.
De deelgemeente Kelmis vormde, vanwege de aanwezigheid van de belangrijke zinkspaatmijn Vieille Montagne aldaar, onder de naam Neutraal Moresnet tussen 1815 en 1919 een neutrale zone of condominium tussen het Koninkrijk der Nederlanden (later België) en Pruisen (later Duitse Keizerrijk). Als gevolg van het verdrag van Versailles werd het gebied een Belgische gemeente onder de nieuwe naam Kalmis/La Calamine (naar kalamijn, een andere naam voor zinkspaat of smithsoniet). In tegenstelling tot de Duitse gemeenten die toen bij België werden gevoegd, maakte Kalmis deel uit van het arrondissement Luik. Pas in 1962, toen de gemeente officieel Duitstalig werd, werd ze bij het arrondissement Verviers gevoegd.
De naam van de gemeente werd in 1972 gewijzigd van "Kalmis" naar "Kelmis" (in het Frans bleef "La Calamine" ongewijzigd).
De vroegere gemeente Kelmis werd in 1977 samengevoegd met Neu-Moresnet en Hergenrath tot de (Duitstalige) fusiegemeente Kelmis.

## Geografie

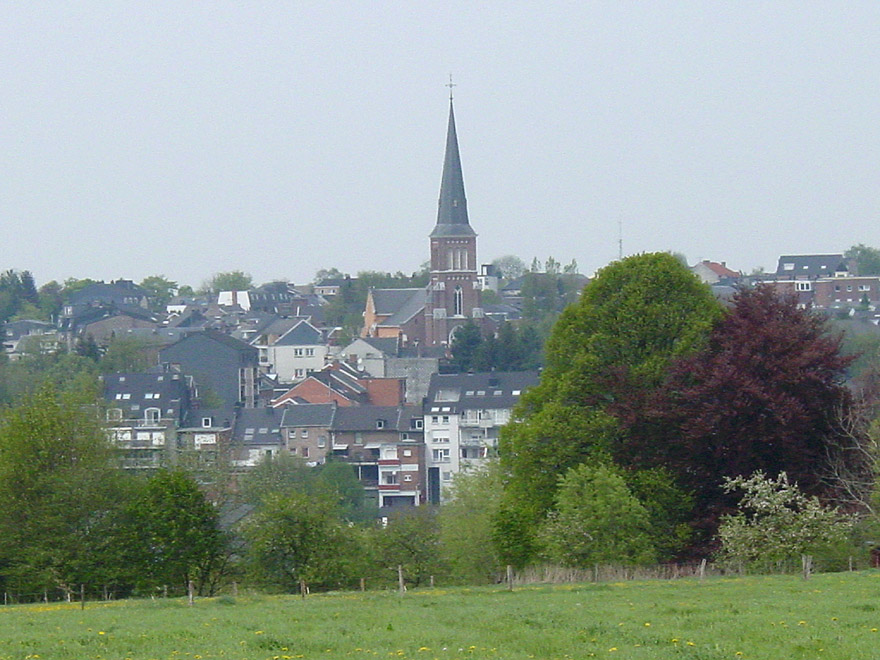
Uitzicht over Kelmis

Kelmis ligt op enkele kilometers afstand van de Duitse stad Aken en eveneens dicht bij de Nederlands-Limburgse plaats Vaals. Het grenst aan het drielandenpunt met Nederland en Duitsland.
De aanwezigheid van een zinkmijn heeft voor een verhoogde concentratie zink in de bovengrond gezorgd. Hierdoor kennen Kelmis en Moresnet op enkele plaatsen een opvallende zinkflora. De Geul werd voor de zinkwinning gebruikt, waardoor de bovenloop van de Geul in de Nederlandse provincie Limburg eveneens een bijzondere zinkflora kent.
Tevens ligt een groot gedeelte van het Belgische deel van het Preusbos op het grondgebied van de gemeente Kelmis. Een kleiner deel van dit bos ligt net over de Belgisch-Duitse grens en een nog kleiner deel ligt in Nederland, ten zuiden van Vaals. De naam "Preusbos" betekent overigens "Grensbos" in het lokale Platdietse dialect.

## Kernen

### Deelgemeenten
| # | Naam         | Opp. (km²) | Inwoners (2020) | Inwoners per km² | NIS-code |
| - | ------------ | ---------- | --------------- | ---------------- | -------- |
| 1 | Kelmis       | 3,36       | 5.592           | 1.663            | 63040A   |
| 2 | Neu-Moresnet | 5,67       | 2.822           | 497              | 63040B   |
| 3 | Hergenrath   | 8,97       | 2.785           | 311              | 63040C   |

### Nabijgelegen kernen
Moresnet, Lontzen

## Bezienswaardigheden
- Museum Vieille Montagne, over het zinkbedrijf en de geschiedenis van Neutraal Moresnet.
- Maria-Hemelvaartkerk

Zie ook
- Lijst van beschermd erfgoed in Kelmis

## Demografische ontwikkeling

### Demografische ontwikkeling voor de fusie
- Bronnen:NIS, Opm:1930 tot en met 1970=volkstellingen, 1976 inwoneraantal op 31 december

### Demografische ontwikkeling van de fusiegemeente
Alle historische gegevens hebben betrekking op de huidige gemeente, inclusief deelgemeenten, zoals ontstaan na de fusie van 1 januari 1977.
- Bronnen:NIS, Opm:1920 tot en met 1981=volkstellingen; 1990 en later= inwonertal op 1 januari

| Inwoners van jaar tot jaar op 1 januari 1992 tot heden | Inwoners van jaar tot jaar op 1 januari 1992 tot heden | Inwoners van jaar tot jaar op 1 januari 1992 tot heden |
| jaar                                                   | Aantal                                                 | Evolutie: 1992=index 100                               |
| ------------------------------------------------------ | ------------------------------------------------------ | ------------------------------------------------------ |
| 1992                                                   | 9.738                                                  | 100,0                                                  |
| 1993                                                   | 9.826                                                  | 100,9                                                  |
| 1994                                                   | 9.801                                                  | 100,6                                                  |
| 1995                                                   | 9.737                                                  | 100,0                                                  |
| 1996                                                   | 9.799                                                  | 100,6                                                  |
| 1997                                                   | 9.756                                                  | 100,2                                                  |
| 1998                                                   | 9.918                                                  | 101,8                                                  |
| 1999                                                   | 10.060                                                 | 103,3                                                  |
| 2000                                                   | 10.121                                                 | 103,9                                                  |
| 2001                                                   | 10.117                                                 | 103,9                                                  |
| 2002                                                   | 10.081                                                 | 103,5                                                  |
| 2003                                                   | 10.133                                                 | 104,1                                                  |
| 2004                                                   | 10.144                                                 | 104,2                                                  |
| 2005                                                   | 10.249                                                 | 105,2                                                  |
| 2006                                                   | 10.396                                                 | 106,8                                                  |
| 2007                                                   | 10.472                                                 | 107,5                                                  |
| 2008                                                   | 10.564                                                 | 108,5                                                  |
| 2009                                                   | 10.587                                                 | 108,7                                                  |
| 2010                                                   | 10.700                                                 | 109,9                                                  |
| 2011                                                   | 10.881                                                 | 111,7                                                  |
| 2012                                                   | 10.874                                                 | 111,7                                                  |
| 2013                                                   | 10.884                                                 | 111,8                                                  |
| 2014                                                   | 10.869                                                 | 111,6                                                  |
| 2015                                                   | 10.897                                                 | 111,9                                                  |
| 2016                                                   | 10.917                                                 | 112,1                                                  |
| 2017                                                   | 10.964                                                 | 112,6                                                  |
| 2018                                                   | 11.061                                                 | 113,6                                                  |
| 2019                                                   | 11.108                                                 | 114,1                                                  |
| 2020                                                   | 11.212                                                 | 115,1                                                  |
| 2021                                                   | 11.086                                                 | 113,8                                                  |
| 2022                                                   | 11.229                                                 | 115,3                                                  |
| 2023                                                   | 11.333                                                 | 116,4                                                  |
| 2024                                                   | 11.352                                                 | 116,6                                                  |
| 2025                                                   | 11.338                                                 | 116,4                                                  |

## Taal
Naast het in het onderwijs en door de plaatselijke overheid gebruikte Duits, spreekt de plaatselijke bevolking het regionale dialect Platdiets, een Limburgs dialect.
Deze gemeente was aanvankelijk officieel Franstalig, hoewel uit talentellingen bleek dat de grote meerderheid van de bevolking Duits sprak. Pas door de taalwetten van 1962 werd het een Duitstalige gemeente, met faciliteiten voor de Franstaligen. In 1977 volgde de samenvoeging met Hergenrath en Neu-Moresnet, die hetzelfde taalstatuut hadden.

## Politiek

### Resultaten gemeenteraadsverkiezingen sinds 1976
| Partij               | Partij                                                   | 10-10-1976 | 10-10-1976 | 10-10-1982 | 10-10-1982 | 9-10-1988 | 9-10-1988 | 9-10-1994 | 9-10-1994 | 8-10-2000 | 8-10-2000 | 8-10-2006 | 8-10-2006 | 14-10-2012 | 14-10-2012 | 14-10-2018 | 14-10-2018 | 13-10-2024 | 13-10-2024 |
| Stemmen / Zetels     | Stemmen / Zetels                                         | %          | 19         | %          | 19         | %         | 19        | %         | 21        | %         | 21        | %         | 21        | %          | 21         | %          | 21         | %          | 21         |
| -------------------- | -------------------------------------------------------- | ---------- | ---------- | ---------- | ---------- | --------- | --------- | --------- | --------- | --------- | --------- | --------- | --------- | ---------- | ---------- | ---------- | ---------- | ---------- | ---------- |
|                      | ECOLO                                                    | -          |            | 7,37       | 0          | 12,6      | 2         | 11,75     | 2         | 11,11     | 2         | 11,29     | 2         | 12,72      | 2          | 13,73      | 3          | -          |            |
|                      | SP-PFFA / KGI-ICC1 / SP-GI2 / SP-PS3 / SP4               | 35,7A      | 6          | 20,811     | 4          | 23,162    | 4         | 27,712    | 6         | 21,713    | 4         | 20,954    | 4         | 16,774     | 3          | 21,584     | 5          | 21,174     | 4          |
|                      | SP-PFFA / PFF-PRL1 / PFF-MR2                             | 35,7A      | 6          | 23,231     | 4          | 13,781    | 2         | -         |           | 7,781     | 1         | 16,632    | 3         | 38,192     | 9          | 25,882     | 5          | -          |            |
|                      | CSP-PSC1 / PSC-CSP2 / CSP3 / CSP-cdH4 / CSP-Les Engagés5 | 62,661     | 13         | 48,591     | 11         | 50,472    | 11        | 46,931    | 11        | 50,881    | 13        | 51,133    | 12        | 32,314     | 7          | 38,813     | 8          | 29,015     | 6          |
|                      | Elan                                                     | -          |            | -          |            | -         |           | -         |           | -         |           | -         |           | -          |            | -          |            | 36,06      | 8          |
|                      | NBK                                                      | -          |            | -          |            | -         |           | -         |           | -         |           | -         |           | -          |            | -          |            | 13,76      | 3          |
|                      | BNB                                                      | 1,64       |            | -          |            | -         |           | -         |           | -         |           | -         |           | -          |            | -          |            | -          |            |
|                      | GA-AC                                                    | -          |            | -          |            | -         |           | 13,61     | 2         | 8,51      | 1         | -         |           | -          |            | -          |            | -          |            |
| Totaal stemmen       | Totaal stemmen                                           | 4883       | 4883       | 5083       | 5083       | 5200      | 5200      | 4988      | 4988      | 5140      | 5140      | 5168      | 5168      | 5181       | 5181       | 5054       | 5054       | 4943       | 4943       |
| Opkomst %            | Opkomst %                                                |            |            |            |            | 94,17     | 94,17     | 92,25     | 92,25     | 91,57     | 91,57     | 90,27     | 90,27     | 86,39      | 86,39      | 85,81      | 85,81      | 83,71      | 83,71      |
| Blanco en ongeldig % | Blanco en ongeldig %                                     | 5,22       | 5,22       | 11,69      | 11,69      | 9,15      | 9,15      | 8,06      | 8,06      | 9,49      | 9,49      | 12,62     | 12,62     | 10,35      | 10,35      | 8,79       | 8,79       | 9,89       | 9,89       |

De gevormde meerderheidscoalitie wordt vet aangegeven. De grootste partij is in kleur.

## Bekende inwoners

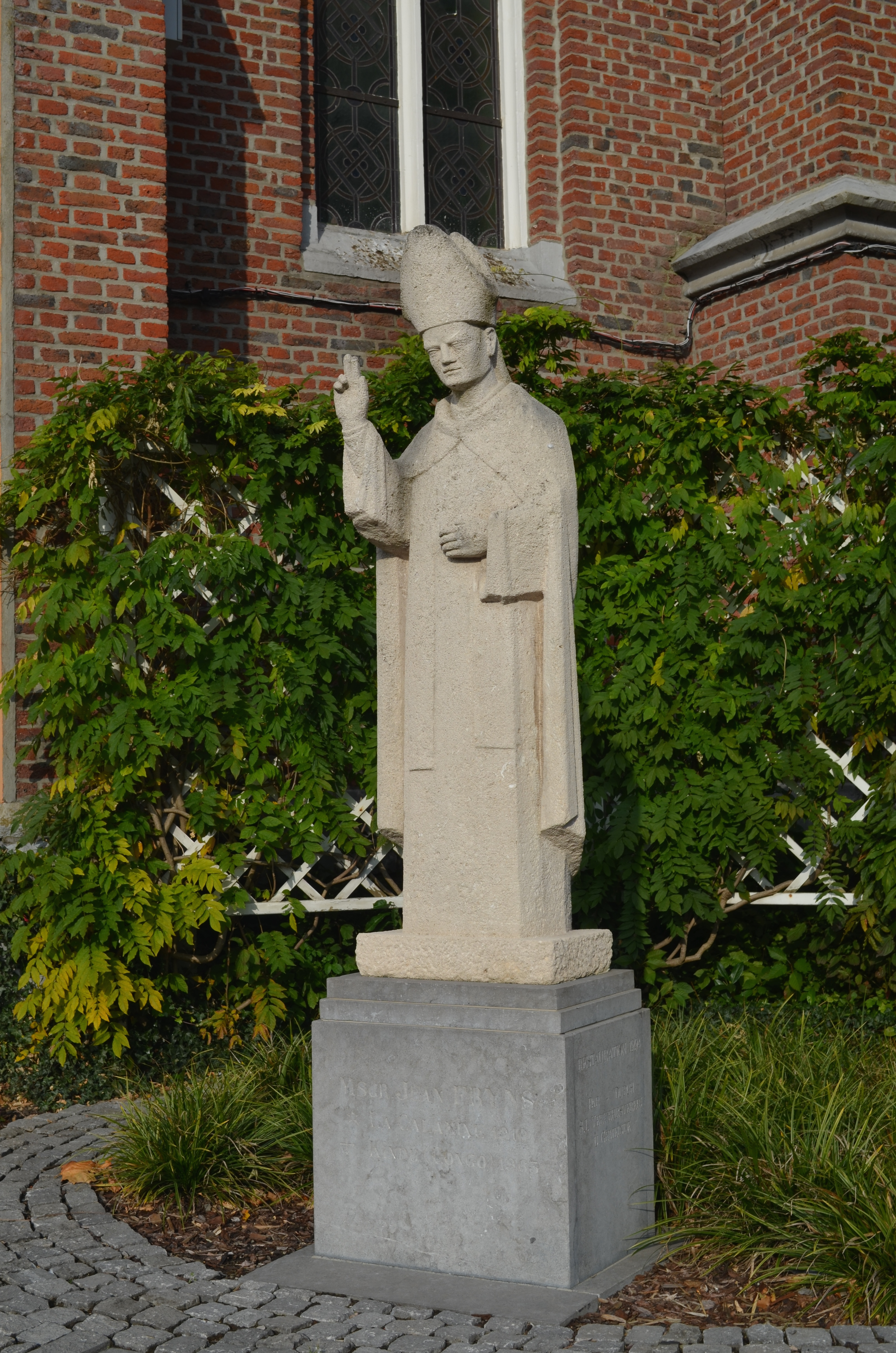
Beeld Jean Fryns naast de kerk in Kelmis.

- Wilhelm Molly (1838-1919), Duits esperantist en arts van zinkbedrijf Vieille-Montagne, woonde van 1863 tot zijn dood in Neu-Moresnet.
- Jean Fryns (1910-1965), van 1959 tot 1965 bisschop van Kindu in Belgisch-Congo, geboren in Kelmis, toen nog Neutraal Moresnet.
- Pierre Kofferschläger (1910-1960), was burgemeester van Kelmis in 1939-1940 en van 1945-1960, geboren in Neutraal-Moresnet.
- Guillaume Schyns (1923-2001), was burgemeester van Kelmis van 1965 tot 1985, geboren in Kelmis.
- Rudolf Pohl (1924-2021), Duits prelaat en musicus, overleed in Kelmis.
- Gottfried John (1942-2014), Duits acteur, woonde tot 2008 in Kelmis.
- Georges Schweden, (1944-1981), Belgisch priester in Brazilië, geboren in Kelmis.
- Eugène Rixen (1944- ), van 1998 tot 2020 bisschop van Goiás in Brazilië, geboren in Kelmis.
- Mathieu Grosch (1950- ), Belgisch politicus, was van 1991 tot 2012 burgemeester van Kelmis.
- Hein Simons (1955- ), Nederlandse zanger bekend als Heintje, woonde in zijn jeugd in Neu-Moresnet.
- Luc Walpot (1959- ), Belgisch journalist, opgegroeid in Kelmis.
- Jens Heppner (1964- ), Duits voormalig wielrenner, woont sinds jaren '90 in Kelmis en vanaf 2014 in Hergenrath.
- Luc Frank (1972- ), schepen van Kelmis van 2001 tot 2012 en burgemeester vanaf 2018.

## Mobiliteit
In de deelgemeente Hergenrath bevindt zich een station Hergenrath langs spoorlijn 37 (Luik - Aken). Daarnaast is Kelmis aangesloten op het busnetwerk van Aken.

## Sport
- RFC Union La Calamine is de voetbalclub van Kelmis.
- In 2017 was Kelmis een doorkomstplaats van de Ronde van Frankrijk.